# 小笠原洞雪斎
小笠原 洞雪斎（おがさわら どうせつさい）は、戦国時代の武将。洞雪斎玄也と称し、諱は貞種か。通称孫次郎。信濃国守護小笠原長時の弟で、長時の子貞慶の叔父に当たる。母は浦野弾正忠の娘。

## 生涯
信濃国林城に生まれる。戦国期に信濃守護小笠原氏は甲斐の武田晴信（信玄）の信濃侵攻に際して没落する。洞雪斎も兄の長時や甥の貞慶とともに信濃を追われ三好氏を頼って京都へ亡命する。三好氏は尾張国の織田信長と敵対し、永禄12年（1567年）1月6日には上洛して京都・本圀寺の足利義昭を攻める。この際に洞雪斎も長時・貞慶らと三好方に属するが、この合戦において敗退している。その後は越後国の長尾景虎（上杉謙信）の後援を得て武田氏に対抗した。
天正10年（1582年）3月に織田・徳川連合軍の武田領侵攻により武田氏が滅亡し、さらに同年6月の本能寺の変により甲斐・信濃をめぐる「天正壬午の乱」が発生すると、信濃川中島四郡を支配する織田氏家臣・森長可が信濃を退去する。これにより越後の上杉景勝は空白地域となった北信地域へ進出する。洞雪斎は景勝に擁立され、信濃筑摩郡（信濃府中）の小笠原旧臣や、安曇郡の仁科氏遺臣の勢力を結集し、織田信長から両郡を安堵されていた木曾義昌の追放を画策した。洞雪斎の擁立に際しては、旧小笠原家臣の二木氏一族が仲介したという。また武田氏に属していた大日方一族が貞慶方と洞雪斎方とに分かれたと言われる。
景勝は洞雪斎に家臣の梶田・屋代の両名200騎余を附属させ、木曾義昌を放逐して深志城（松本城）を奪還する。「梶田・八代」のうち「八代」は屋代秀正（左衛門尉）とであると考えられている。洞雪斎が深志に帰還した時期は同年6月のこととされ、7月初旬までに入城していたと考えられている。筑摩・安曇両郡の在地領主は義昌の支配を嫌い洞雪斎に協力したが、深志城奪還後の実権は梶田・屋代両名が握っていたため、洞雪斎の求心力は低下したという。
こうした状況のなかで、小笠原旧臣は三河岡崎において徳川家康の後援を受けていた貞慶を擁立する。同年7月16日に貞慶は深志城攻めを開始し、洞雪斎は貞慶側との交渉により梶田・屋代とともに深志城を明け渡した。洞雪斎のその後の動向は不明であり、小笠原氏の記録によれば越後へ亡命、もしくは戦死したとされるが、天正16年（1588年）まで上杉氏の庇護下で活動していることが知られる。